# Шумяцкий, Яков Борисович
Яков Борисович Шумяцкий (1887, Стародуб, Черниговская губерния — 1962, Москва) — российский партийный деятель.

## Биография
Родился в семье портного. Участник революции 1905 года. Член Бунда. С 1908 года — член партии большевиков.
Был в ссылке в Иркутске, в 1917 году член Иркутского совета рабочих и солдатских депутатов, губернский комиссар труда. В 1918 году арестован колчаковцами, в заключении в Томске, Иркутске, был освобождён в 1919 году, в том же году избран в члены Иркутского губернского комитета РКП(б),
В начале 1920-х годов председатель Исполнительного комитета Иркутского городского Совета рабочих и красноармейских депутатов (24.08.1920—31.01.1921), был редактором газеты «Власть Труда». Делегат X и XI съездов РКП(б), участник подавления Кронштадтского мятежа.
Председатель правления союза печати, член коллегии Наркомата труда РСФСР, член Верховного суда СССР, член Коллегии торговли РСФСР, Председатель (до 1935 года) «Общества политкаторжан и ссыльнопоселенцев».
Репрессирован в 1938 году. Реабилитирован в 1954 году и восстановлен в партии.
Умер в 1962 году. Похоронен на Ваганьковском кладбище.